# 61 Dywizja Strzelecka (ZSRR)
61 Dywizja Strzelecka (ros. 60-я стрелковая дивизия) – związek taktyczny piechoty Armii Czerwonej.
W czerwcu 1941 roku w składzie 66 Korpusu Strzeleckiego, 21 Armii Odwodowej.

## Struktura organizacyjna
W jej skład wchodziły: 
- 66 Pułk Strzelecki
- 221 Pułk Strzelecki
- 307 Pułk Strzelecki
- 55 Pułk Artylerii
- (?) Pułk Artylerii,
- batalion przeciwpancerny,
- batalion artylerii przeciwlotniczej,
- batalion zwiadu,
- batalion saperów
- inne służby.